# Sahassa Malla
Sahasa Malla est un roi du royaume de Polonnaruwa au Sri Lanka  qui règne de 1200 à 1202.

## Contexte
Originaire du Kalinga Sahasa est le frère ou le demi frère de Nissanka Malla. Il accède au trône en chassant la reine Lilavati qui y avait été installée par le général Kitti. La date de son couronnement le 23 août 1200 est le premier événement daté avec certitude de l'histoire du Sri Lanka. Sahassa Malla est lui-même déposé en 1202 un autre général-ministre  Ayasmanta Camupati (mort en  1209) qui porte au trône une nouvelle reine en la personne de Kalyanavati l'épouse de Nissanka Malla. Sahassa laisse un fils Dharmasoka qui sera déclaré roi encore enfant en 1208.